# Postbauer-Heng
Postbauer-Heng är en köping (Markt) i Landkreis Neumarkt in der Oberpfalz i Regierungsbezirk Oberpfalz i förbundslandet Bayern i Tyskland.
Kommunen bildades 1 april 1971 genom en sammanslagning av kommunerna Postbauer och Heng.